# Xã Calhoun, Quận Harrison, Iowa
Xã Calhoun (tiếng Anh: Calhoun Township) là một xã thuộc quận Harrison, tiểu bang Iowa, Hoa Kỳ. Năm 2010, dân số của xã này là 362 người.